# 瓦利頓 (加利福尼亞州)
瓦利頓（英語：Valleton）是位於美國加利福尼亞州蒙特雷縣的一個非建制地區。該地的面積和人口皆未知。

## 地理
瓦利頓的座標為35°53′22″N 120°42′21″W / 35.88944°N 120.70583°W，而該地的平均海拔高度為253米（即961英尺）。